# Cámara de Diputados (Haití)
La Cámara de Diputados (en francés: Chambre des Députés) es la cámara baja del Parlamento de Haití, la legislatura bicameral de dicho país. La cámara alta del Parlamento es el Senado de Haití. La Cámara posee 119 miembros (anteriormente 99) que son elegidos por voto popular para períodos de cuatro años. No hay límites para la reelección de diputados, pudiendo ser reelectos indefinidamente.
En marzo de 2015 un nuevo decreto electoral fijó que la nueva Cámara de Diputados tendría 118 miembros, y el Senado mantendría los 30 escaños. El 13 de marzo, el presidente Michel Martelly emitió un decreto que dividía la circunscripción de Cerca La Source en dos, y por tanto se incrementó el número de diputados a 119.

## Historia electoral
Los candidatos del partido Fanmi Lavalas de Jean-Bertrand Aristide lograron 73 de los entonces 83 escaños en las elecciones de 2000. Después de la caída del gobierno en febrero de 2004, fue establecido un gobierno interino. Los períodos de los diputados expiraron durante la administración interina y por tanto la Cámara permaneció vacía.
Fue restablecida junto con el Senado, y se fijaron elecciones para noviembre de 2005. Luego de varios retrasos, finalmente se llevaron a cabo el 21 de abril de 2006. Los diputados comenzaron sus reuniones en junio de 2006.
Posteriormente se han realizado elecciones parlamentarias en 2010-2011 y 2015-2016.

## Composición anterior
|            | Partido Haitiano Tèt Kale (PHTK)                                         | 4 | 22 | 26  |
|            | Verdad (VERITE)                                                          | 1 | 12 | 13  |
|            | Konvansyon Inite Demokratik (KID)                                        | 0 | 7  | 7   |
|            | Organización del Pueblo en Lucha (OPL)                                   | 0 | 7  | 7   |
|            | Fanmi Lavalas (FL)                                                       | 0 | 6  | 6   |
|            | Haití en Acción (AAA)                                                    | 2 | 4  | 6   |
|            | Unidad Patriótica (INITE PATRIYOTIK)                                     | 1 | 3  | 4   |
|            | Liga Alternativa para el Progreso y la Emancipación Haitiana (LAPEH)     | 0 | 3  | 3   |
|            | Fusión de los Socialdemócratas Haitianos (FSDH)                          | 0 | 3  | 3   |
|            | Reseau National Bouclier (BOUCLIER)                                      | 0 | 3  | 3   |
|            | Renmen Ayiti                                                             | 0 | 2  | 2   |
|            | Tet Kole sous Chimen Devlopman pou un Nord'Ouest uni et Renonve (MOSANO) | 0 | 2  | 2   |
|            | Consortium National des Partis Politiques Haïtiens (CONSORTIUM)          | 0 | 2  | 2   |
|            | Pont                                                                     | 0 | 1  | 1   |
|            | Platfom Pitit Desalin                                                    | 0 | 1  | 1   |
|            | Parti pour la Libération des Masses et d'Intégration Sociale (PALMIS)    | 0 | 1  | 1   |
|            | Konbit Travaye Peyizan pou Libere Ayiti (KONTRA PEP LA)                  | 0 | 1  | 1   |
|            | Mouvement National Haïtien (MONHA)                                       | 0 | 1  | 1   |
|            | Konsyans Patriotik (KP)                                                  | 0 | 1  | 1   |
|            | Partido Federalista (PF)                                                 | 0 | 1  | 1   |
|            | Mouvement Action Socialiste (MAS)                                        | 0 | 1  | 1   |
|            | Escaños vacantes aún no asignados                                        |   |    | 27  |
| Total      | Total                                                                    | 8 | 84 | 119 |
| Fuentes: , |                                                                          |   |    |     |

## Presidentes de la Cámara de Diputados
- Hannibal Price
- Joseph Jolibois (c. 1930)
- Antoine Joseph
- Bob Monde
- Duly Brutus (c. 1995)
- Pierre Eric Jean-Jacques (-2009)
- Levaillant Louis Jeune (2009 - 2011)[3]
- Sorel Jacinthe (2011-2012)
- Stevenson Jacques Timoléon (2014 - 2016)
- Cholzer Chancy (2016-2018)
- Gary Bodeau (2018-2020)